# 朱寧寛
朱 寧寛（チュ・ヨングァン、朝鮮語: 주영관/朱寧寬、1928年10月20日 - 2015年4月4日）は、大韓民国の陸軍軍人、ジャーナリスト、政治家。第9代韓国国会議員。本貫は新安朱氏。

## 経歴
ソウル市鐘路区出身。1945年景福中学校卒。1948年ソウル大学校文理大予科部文科修了、1957年同大文理科大学社会学科卒。陸軍通訳将校、合同通信社外信部長、ソウル新聞論説委員、韓国放送公社解説主幹、ソウル新聞主筆・論説顧問、世界日報論説顧問、維新政友会所属の国会議員を務めた。